# Simpang Perak Jaya
Simpang Perak Jaya is een bestuurslaag in het regentschap Siak van de provincie Riau, Indonesië. Simpang Perak Jaya telt 3046 inwoners (volkstelling 2010).